# Chornobaivka (Jersón)
Chornobaivka (en ucraniano: Чорнобаївка) es un pueblo ucraniano perteneciente al óblast de Jersón. Situado en el sur del país, forma parte del raión de Jersón y es centro del municipio (hromada) homónimo.

## Toponimia
El nombre del lugar en ruso es Chornobaevka (en ruso: Чернобаевка).

## Geografía
Chornobaivka está situado 10 km al noreste de Jersón y a 17 km de Bilozerka. 

### Clima
| Parámetros climáticos promedio de Chornobaivka | Parámetros climáticos promedio de Chornobaivka | Parámetros climáticos promedio de Chornobaivka | Parámetros climáticos promedio de Chornobaivka | Parámetros climáticos promedio de Chornobaivka | Parámetros climáticos promedio de Chornobaivka | Parámetros climáticos promedio de Chornobaivka | Parámetros climáticos promedio de Chornobaivka | Parámetros climáticos promedio de Chornobaivka | Parámetros climáticos promedio de Chornobaivka | Parámetros climáticos promedio de Chornobaivka | Parámetros climáticos promedio de Chornobaivka | Parámetros climáticos promedio de Chornobaivka | Parámetros climáticos promedio de Chornobaivka |
| Mes                                            | Ene.                                           | Feb.                                           | Mar.                                           | Abr.                                           | May.                                           | Jun.                                           | Jul.                                           | Ago.                                           | Sep.                                           | Oct.                                           | Nov.                                           | Dic.                                           | Anual                                          |
| ---------------------------------------------- | ---------------------------------------------- | ---------------------------------------------- | ---------------------------------------------- | ---------------------------------------------- | ---------------------------------------------- | ---------------------------------------------- | ---------------------------------------------- | ---------------------------------------------- | ---------------------------------------------- | ---------------------------------------------- | ---------------------------------------------- | ---------------------------------------------- | ---------------------------------------------- |
| Temp. media (°C)                               | -2.7                                           | -1.7                                           | 2.1                                            | 9.8                                            | 15.9                                           | 20.3                                           | 22.6                                           | 22.0                                           | 16.9                                           | 10.3                                           | 4.5                                            | 0.6                                            | 10.1                                           |
| Precipitación total (mm)                       | 32                                             | 30                                             | 26                                             | 32                                             | 40                                             | 47                                             | 51                                             | 36                                             | 41                                             | 28                                             | 35                                             | 37                                             | 385                                            |
| Fuente:                                        |                                                |                                                |                                                |                                                |                                                |                                                |                                                |                                                |                                                |                                                |                                                |                                                |                                                |

## Historia
El asentamiento de Chornobaivka fue fundado oficialmente el 18 de agosto de 1782 por el cosaco del Sich de Zaporoyia, Petro Chornobay, después de recibir una parcela de tierra de manos de zarina Catalina II. El nombre del asentamiento se debe a él.Chornobaivka creció lentamente. De los documentos del zemstvo provincial de Jersón se sabe que en 1859 el pueblo tenía 60 aldeas, en las que vivían 239 personas. La principal fuente de ingresos de los habitantes de Chornobaivka era la extracción de piedra caliza. En aquella época no había empresas comerciales en las granjas, a excepción de las tiendas de vinos. Los recursos sanitarios eran limitados. La primera escuela se inauguró a finales del siglo XIX y en ella asistían 26 niños y 6 niñas. 
En 1902 se inauguró una escuela primaria para un pequeño número de niños en Chornobaievi Jutory. El pueblo actual fue creado en 1923 mediante la fusión de los pueblos de Chornobaivka y Husakivka.
Durante la Segunda Guerra Mundial, la Alemania nazi ocupó Chornobaivka a partir del 9 de agosto de 1941. En 1942, los nazis comenzaron a deportar por la fuerza a los jóvenes de la ciudad a Alemania. Durante la ocupación, 242 personas fueron deportadas y obligadas a realizar trabajos forzados. Finalmente, el 14 de marzo de 1944, la 295.ª División de Fusileros del Ejército Rojo liberó el pueblo.
A principios de la década de 1970, se produjo un desarrollo "radical" en Chornobaivka. Se pavimentaron cinco calles principales con asfalto, se construyeron nuevas casas, se diseñó un sistema de agua y se formó una red de radio.
En 2006, el aeropuerto de Jersón, ubicado en Chornobaivka, recibió estatus internacional.
El raión de Bilozerka fue abolido en julio de 2020 como resultado de la reforma administrativa de los distritos de Ucrania, que redujo el número de raiones del óblast de Jersón a cinco, fusionando el territorio del raión de Bilozerka, incluido Chornobaivka, con el raión de Jersón.
En los primeros días de la invasión rusa de Ucrania, las fuerzas rusas tomaron el control de la aldea y su aeródromo. La base aérea era estratégicamente importante para las fuerzas rusas y su esfuerzo bélico. Durante los meses de ocupación, Ucrania lanzó numerosos ataques y ataques aéreos contra las fuerzas rusas dentro de la aldea, destruyendo equipo ruso y matando personal ruso. La aldea "alcanzó un estatus legendario" para los ucranianos debido a la magnitud de las pérdidas que Rusia sufrió en la pequeña aldea una y otra vez. Las fuerzas rusas también cometieron numerosas violaciones de los derechos humanos contra los civiles en la aldea durante la ocupación. Los funcionarios locales informaron que los rusos "dispararon y mataron al menos a 20 civiles" durante este tiempo. Chornobaivka fue finalmente liberada por las tropas ucranianas el 11 de noviembre de 2022 durante la contraofensiva de Jersón de 2022. Sin embargo, en diciembre, la aldea todavía no tenía electricidad, agua ni calefacción, ya que los bombardeos rusos de las áreas controladas por Ucrania aumentaron.

## Demografía
La evolución de la población de Chornobaivka entre 1859 y 2001 fue la siguiente:
| 239                                                           | 8939 | 9275 |
| (Fuente: Cities & Towns of Ukraine y UKRAINE: Größere Städte) |      |      |

Según el censo de 2001, la lengua materna de la mayoría de los habitantes, el 91,70%, es el ucraniano; del 7,33%, el ruso.

## Infraestructura

### Transporte
Chornobaivka tiene una estación de tren en la línea ferroviaria entre Jersón y Mikolaiv. La autopista M-14 atraviesa el pueblo. El aeropuerto internacional de Jersón se encuentra en Chornobaivka. 